# Aesthetica
Aesthetica è una rivista d'arte britannica. Fondata nel 2002, Aesthetica Magazine si occupa di letteratura, arti visuali, musica, cinema e teatro. Ha 45.000 lettori e una distribuzione nazionale.

## Riviste paragonabili
- Flash Art, rivista d'arte italiana